# 1541 en France
Chronologie de la France
- 1537
- 1538
- 1539
- 1540
- 1541
- 1542
- 1543
- 1544
- 1545

Cette page concerne l'année 1541 du calendrier grégorien.

## Événements
- 19 mars : l’amiral Philippe Chabot est déclaré innocent et réintégré dans ses biens[1].

- 1er juin : l'édit de Châtellerault tente de généraliser la gabelle à tout le royaume de France. Il provoque des soulèvements antifiscaux dans le Sud-Ouest (jacquerie des Pitauds)[2].
- 15 juin : Anne de Montmorency, partisan de la paix et de l’alliance avec Charles Quint, opposé au clan des Guise, est écarté du pouvoir (1541-1551)[3]. Le parti belliciste, derrière la duchesse d’Etampe et le cardinal de Tournon prend de l’influence à la cour.

- 2 juillet : assassinat en Italie des ambassadeurs français auprès du Sultan par des agents impériaux[1].
- 13 juillet : mariage forcé de Jeanne d'Albret, nièce du roi de France, avec le duc Guillaume de Clèves, ennemi de Charles Quint[4].
- 29 novembre : signature du traité de Fontainebleau entre François Ier et Christian III.
- 28 décembre : édit restreignant le compagnonnage ouvrier en France[5].

- Parution de l’Institution chrétienne, version française du texte de Calvin. Les idées de la Réforme se répandent[6].
- Parution de la Praxis criminis persequendi (Pratique criminelle) de Jean de Mille.

## Naissances en 1541
- 20 juillet : Pierre de Larivey, écrivain, traducteur et dramaturge

## Décès en 1541
- 12 avril : Georges de Selve, diplomate et érudit